# کاپریچیو اسپانیول
کاپریچیو اسپانیول (انگلیسی: Capriccio Espagnol) اپوس ۳۴ نام مشترک غرب برای یک سوئیت ارکسترال در پنج موومان است که بر اساس ملودی‌های محلی اسپانیا توسط آهنگساز روسی، نیکلای ریمسکی-کورساکف در سال ۱۸۸۷ میلادی ساخته شده است. کورساکف ابتدا قصد داشت این اثر را برای ویولون سولو و ارکستر بنویسد، اما بعد مصمم شد که برای ملودی‌های پرجنب و جوش این کار، موسیقی ارکسترال دارای بیان بهتری است. عنوان روسی این اثر (Каприччио на испанские темы) است که به معنای «کاپریچیو روی تم‌های اسپانیایی» است.

## ساختار
این اثر دارای پنج موومان است که به دو بخش تقسیم می‌شود که بخش اول سه موومان و بخش دوم دو موومان را در بر می‌گیرد.
1. موومان اول، البرادا[الف] نام دارد که یک رقص هیجان‌انگیز است و معمولاً از «موسیقی سنتی آستوریایی» برای جشن طلوع خورشید مورد استفاده قرار می‌گیرد. این قسمت همراهی دو کلارینت سولو و سپس یک ویولن سولو و یک کلارینت سولو را با ارکستر دارد.
2. موومان دوم، واریاسیون[ب]، با یک ملودی در بخش هورن‌ها شروع می‌شود، سپس این ملودی با سازهای دیگر بسط و گسترش می‌یابد و در دیگر بخش‌های ارکستر تکرار می‌گردد.
3. موومان سوم، البرادا، همان رقص آستوریایی را مانند موومان اول ارائه می‌دهد با این اختلاف که با سازبندی متفاوت و در تنالیته‌ای دیگر است.
4. موومان چهارم، صحنه و کولی[پ]، با پنج کادنزا شروع می‌شود. ابتدا توسط هورن‌ها و ترومپت‌ها و سپس با ویولون سولو، فلوت و کلارینت، باضافهٔ حرکت‌های مداوم و ریز طبل کوچک بر روی دیگر سازهای کوبه‌ای اجرا می‌شود. پس از آن با یک رقص سه‌ضربی تاکیددار ادامه می‌یابد که برای ورود به موومان نهایی است.
5. موومان پنجم، فاندانگو آستوریانو [ت]، با یک رقص پرانرژی متعلق به منطقۀ آستوریاس در شمال اسپانیا به پایان می‌رسد.

اجرای کامل کاپریچیو اسپانیول حدود ۱۶ دقیقه است.

## سازبندی
- سازهای بادی چوبی:

فلوت پیکولو، ۲ فلوت، ۲ ابوا، کر آنگله، ۲ کلارینت در سی بمل، ۲ فاگوت.
- سازهای بادی برنجی:

۴ هورن در فا، ۲ ترومپت در سی بمل، ۳ ترومبون، توبا.
- سازهای کوبه‌ای:

تیمپانی، طبل بزرگ، طبل کوچک، سنج، دایره زنگی، مثلث، قاشقک.
- سازهای زهی:

ارکستر زهی، چنگ

## یادداشت
1. ↑  Alborada
2. ↑  Variazioni
3. ↑  Scena e canto gitano
4. ↑   Fandango asturiano